# Salvia brachyantha
Salvia brachyantha là một loài thực vật có hoa trong họ Hoa môi. Loài này được (Bordz.) Pobed. miêu tả khoa học đầu tiên năm 1954.